# Uba (Cetinje)
Pour les articles homonymes, voir Uba.
Uba (en serbe cyrillique : Уба) est un village du sud du Monténégro, dans la municipalité de Cetinje.

## Démographie

### Évolution historique de la population[1]
| 1948 | 1953 | 1961 | 1971 | 1981 | 1991 | 2003 |
| ---- | ---- | ---- | ---- | ---- | ---- | ---- |
| 83   | 86   | 75   | 75   | 21   | 7    | 5    |